# 1943 na arte

## Eventos
- Carnaval - Portela consagra-se tri-campeã do carnaval carioca

## Nascimentos
| Data           | Nome                     | Profissão                              | Nacionalidade   | Observações | Ref |
| -------------- | ------------------------ | -------------------------------------- | --------------- | ----------- | --- |
| 4 de Fevereiro | Otto Lohmüller           | escultor e pintor                      | Alemanha        |             |     |
| 1 de Abril     | Mario Botta              | arquitecto                             | Suíça           |             |     |
| 5 de Junho     | Massimo Carmassi         | arquitecto                             | Itália          |             |     |
| 17 de Agosto   | Juan María Medina Ayllón | escultor                               | Espanha         |             |     |
| 17 de agosto   | Mykola Shmatko           | escultor                               | União Soviética |             |     |
| 1 de Setembro  | Arthur Streeton          | pintor                                 | Austrália       |             |     |
| ?              | Eduardo Batarda          | pintor                                 | Portugal        |             |     |
| ?              | Ivonaldo Veloso de Melo  | pintor                                 | Brasil          |             |     |
| ?              | Felipe Ehrenberg         | artista plástico, escultor e diplomata | México          |             |     |

## Mortes

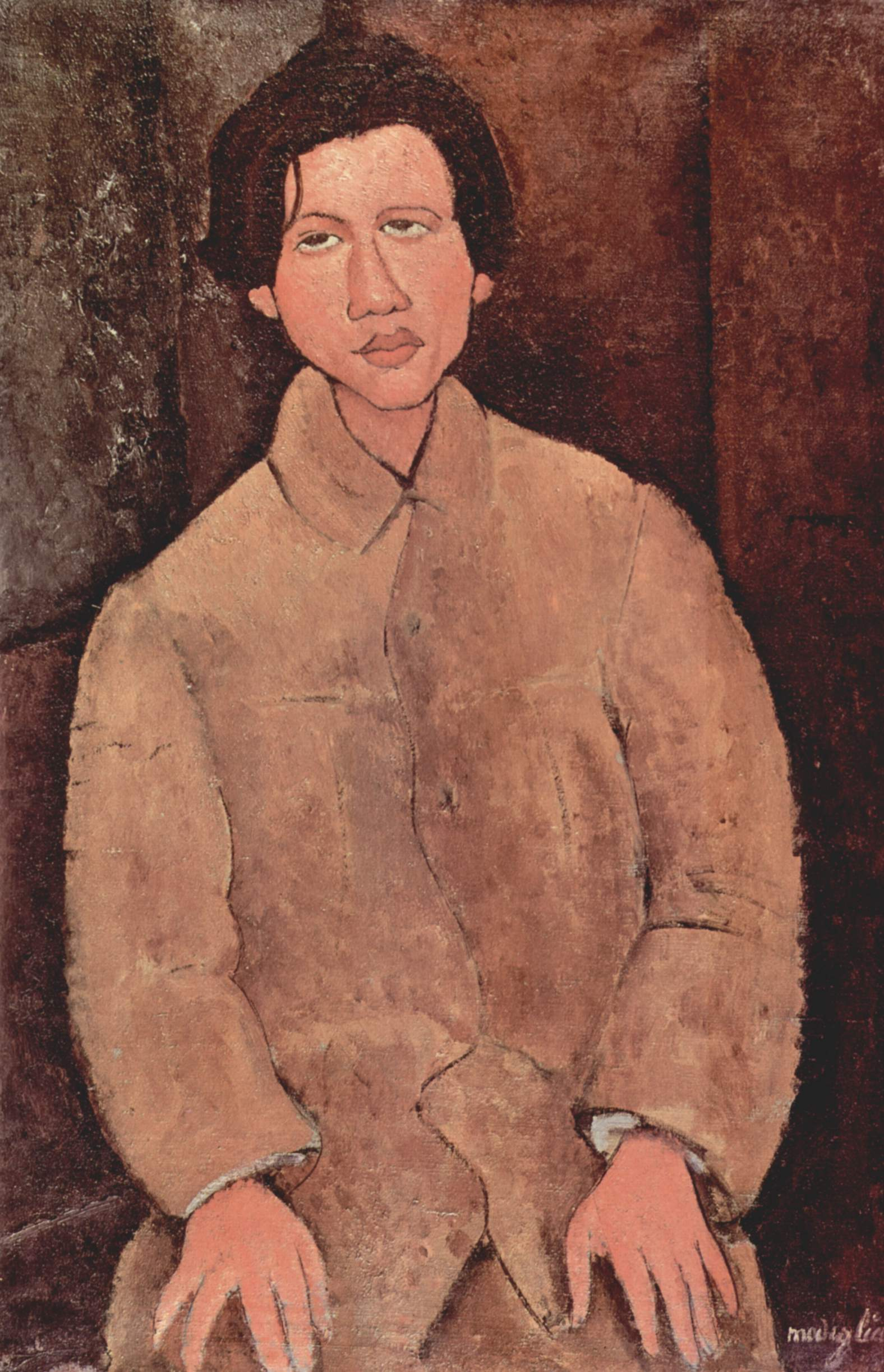
Chaim Soutine
(1893 - 1943)

| Data            | Nome                          | Profissão                                               | Nacionalidade | Observações | Ref |
| --------------- | ----------------------------- | ------------------------------------------------------- | ------------- | ----------- | --- |
| 13 de fevereiro | Oscar Boeira                  | pintor                                                  | Brasil        | n. 1883     |     |
| 18 de junho     | Gastão Simões da Fonseca      | pintor, desenhista, restaurador, ilustrador e professor | Brasil        | n. 1874     |     |
| 27 de Julho     | Adrian Henri Vital van Emelen | escultor e pintor                                       | Bélgica       | n. 1868     |     |
| 9 de Agosto     | Chaim Soutine                 | pintor                                                  | Bielorrússia  | n. 1893     |     |
| 8 de outubro    | Gustave De Smet               | pintor                                                  | Bélgica       | n. 1877     |     |
| 19 de Outubro   | Camille Claudel               | escultora                                               | França        | n. 1864     |     |
| novembro        | Maurice Denis                 | pintor e escritor                                       | França        | n. 1870     |     |
| ?               | Ezequiel Pereira              | pintor                                                  | Portugal      | n. 1868     |     |

## Prémios
- Prémio Valmor e Municipal de Arquitectura 1943 - Miguel Simões Jacobetty Rosa[1].